# Hrabstwo Jackson (Floryda)

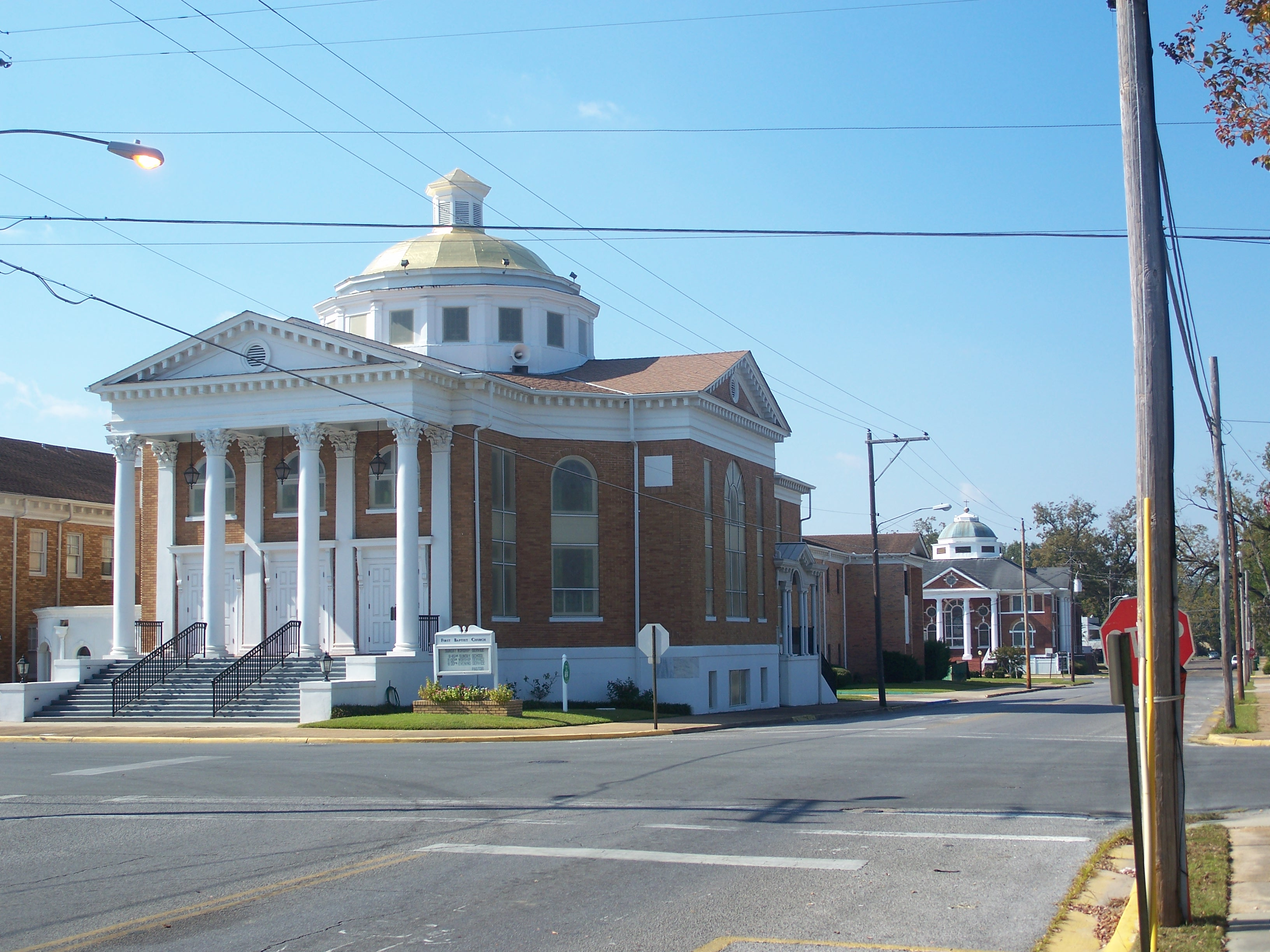
Pierwszy Kościół Baptystów w Marianna

Jackson – hrabstwo w stanie Floryda, w USA. Jego siedzibą administracyjną jest Marianna.
Powierzchnia hrabstwa to 2472 km², w tym 96 km² (4%) stanowią wody. Gęstość zaludnienia wynosi 20,3 osoby/km².
Na swojej wschodniej granicy obejmuje część Jeziora Seminole, trzeciego co do wielkości jeziora na Florydzie. 

## Miejscowości
- Alford
- Bascom
- Campbellton
- Cottondale
- Graceville
- Grand Ridge
- Greenwood
- Jacob City
- Malone
- Marianna
- Sneads

## Sąsiednie hrabstwa
- Hrabstwo Seminole, Georgia – wschód
- Hrabstwo Gadsden – południowy wschód
- Hrabstwo Liberty – południowy wschód
- Hrabstwo Calhoun – południe
- Hrabstwo Washington – południowy zachód
- Hrabstwo Bay – południowy zachód
- Hrabstwo Holmes – zachód
- Hrabstwo Geneva, Alabama – północny zachód
- Hrabstwo Houston, Alabama – północ

## Demografia
Według spisu z 2020 roku liczy 47,3 tys. mieszkańców, co oznacza spadek o 4,9% w porównaniu z poprzednim spisem z roku 2010. Według danych pięcioletnich z 2022 roku 70% to biali (65,5% nie licząc Latynosów), 25,8% czarnoskórzy lub Afroamerykanie, 2,3% miało rasę mieszaną, 0,9% to rdzenna ludność Ameryki, 0,7% Azjaci i 0,2% pochodziło z wysp Pacyfiku. Latynosi stanowili 5,6% populacji hrabstwa.

## Religia
W 2020 roku większość mieszkańców to protestanci. Największe grupy wyznaniowe obejmowały: baptystów (22,7%), metodystów (10%), bezdenominacyjne zbory ewangelikalne (9,2%) i zielonoświątkowców (ponad 5%). Religie nieprotestanckie miały łącznie mniej niż 3% wyznawców. 

## Polityka
Hrabstwo jest przeważająco republikańskie, gdzie w wyborach prezydenckich w 2020 roku, 69,1% głosów otrzymał Donald Trump i 30,2% przypadło dla Joe Bidena. 